# Kamishima
Kamishima (神島) est une île de la baie d'Ise. La ville fait partie de la municipalité de Toba dans la préfecture de Mie. 
Le nom de Kamishima a pu s'écrire par le passé Kameshima (亀島)  ou Kajima (歌島); sa forme actuelle de Kamishima, ou « île de Dieu » fait référence au sanctuaire shintoïste Yatsushiro-jinja de l'île. Les archéologues ont trouvé sur l'île des centaines d'objets anciens, comme des mirroirs ou des céramiques datant de la période Kofun à la période Muromachi. Durant la période Edo, l'île fut utilisée comme prison par le domaine de Toba, avec le surnom « Shima-Hachijo » faisant référence à l'île-prison de Hachijō-jima utilisée par le shogunat Tokugawa.
L'île est le lieu du roman de 1954 de Yukio Mishima, Le tumulte des flots, et a été utilisée à plusieurs reprises comme lieu de tournage pour des films.
L'économie de l'île repose principalement sur la pêche commerciale  et  le tourisme.